# Colchicum euboeum
Colchicum euboeum là một loài thực vật có hoa trong họ Colchicaceae. Loài này được (Boiss.) K.Perss. miêu tả khoa học đầu tiên năm 1998.